# Rafael de La-Hoz Castanys

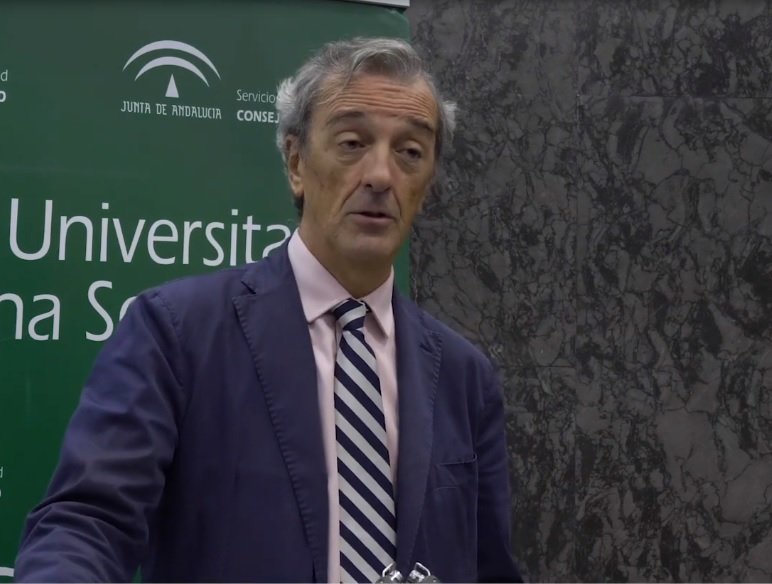
Rafael de La-Hoz Castanys (2019)

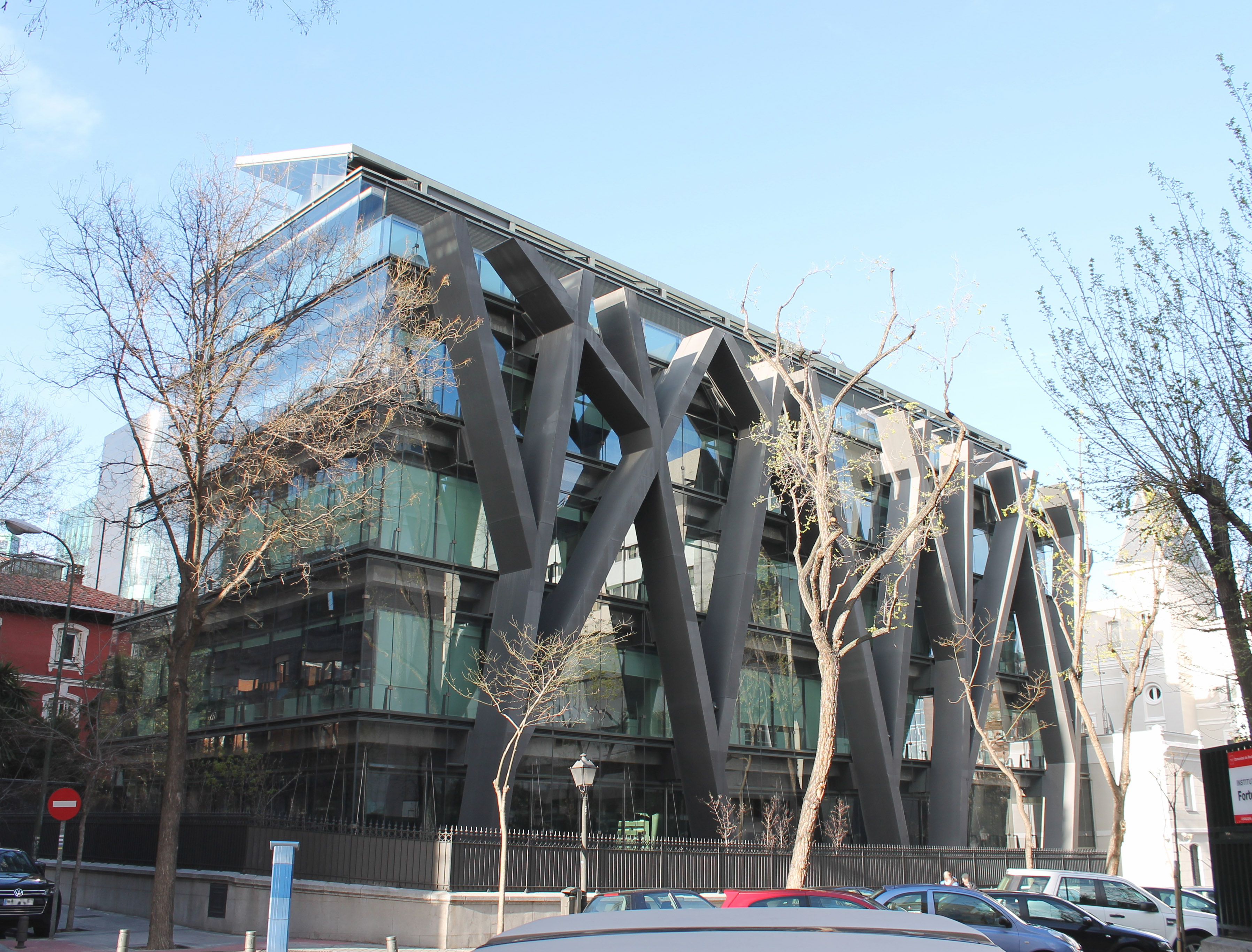
Auditorio Rafael del Pino, Madrid (2005–2008)

Rafael de La-Hoz Castanys (* 1955 in Córdoba) ist einer der bekanntesten modernen Architekten Spaniens.

## Leben und Werk

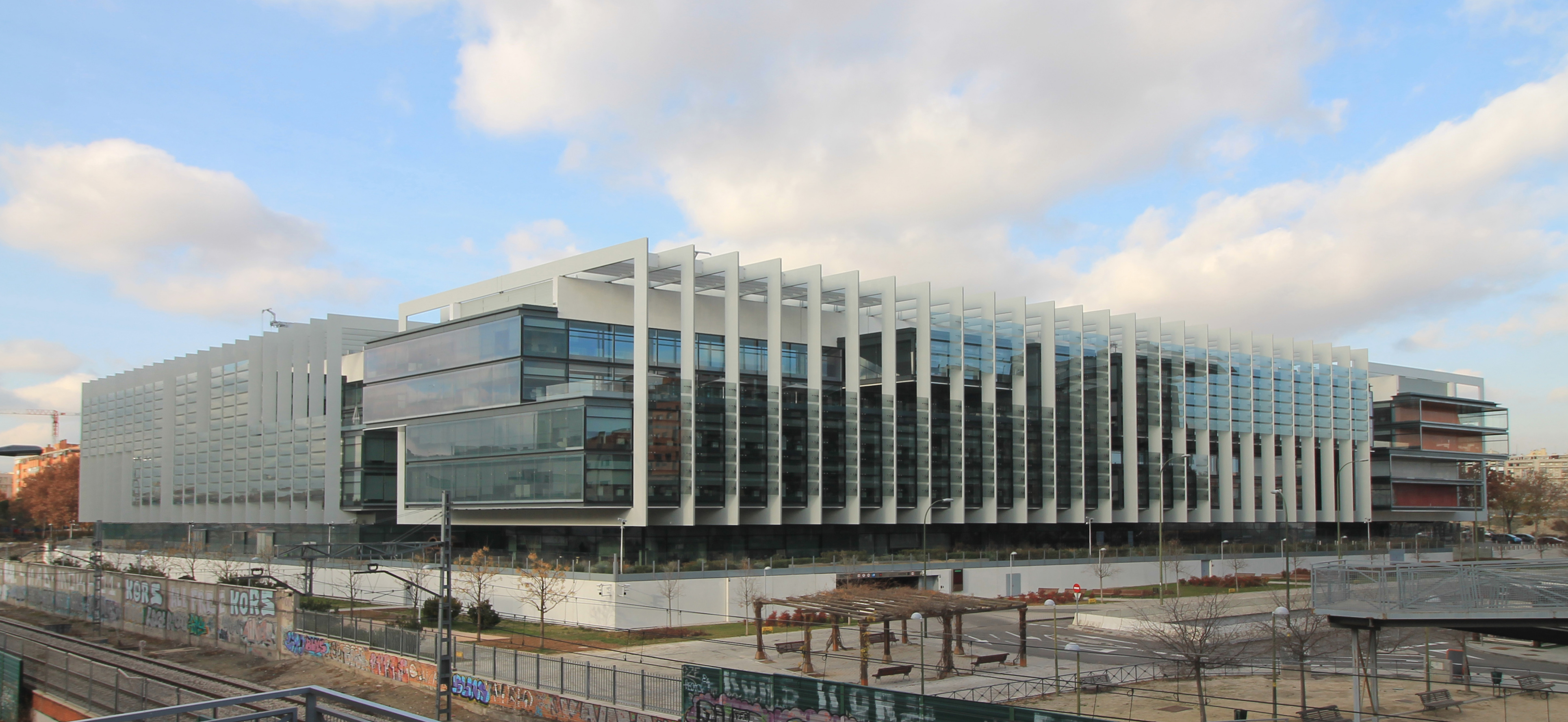
Campus Repsol, Madrid (2007–2013)

Rafael de La-Hoz Castanys wurde 1955 in Córdoba geboren.
Bereits sein Vater und sein Großvater waren Architekten. Rafael erhielt seine Ausbildung an der Escuela Técnica Superior de Arquitectura de Madrid. Danach beteiligte er sich an mehreren Stadtplanungs- und Architekturwettbewerben; seit dem Jahr 2002 erhielt er dafür mehrere Auszeichnungen (premios). Die von ihm bzw. seinem Architekturbüro geplanten und ausgeführten Wohn- und Geschäftsbauten stehen ganz überwiegend in Spanien, aber auch in Polen und in Marokko (z. B. Tour Mohammed VI) war er tätig.
Rafael de La-Hoz ist der Autor zahlreicher Unternehmenszentralenprojekte in Spanien, darunter Repsol, Garrigues, BMW, Ferrovial, Uría y Menéndez, Endesa, Telefónica.

## Stil
Der Architekturstil von La-Hoz Castanys ist vorwiegend linear-geometrisch; runde oder geschwungene Formen sind in seinem Werk eher selten anzutreffen.